# 中野主一
中野主一（なかの しゅいち，1947年9月11日—），日本天文學家，兵庫縣洲本市炬口出身。他擅長計算天體位置，尤其是太陽系小型天體（彗星和小行星）的軌道計算，並從過去觀察到的記錄中識別它們。 中野主一是使用家用電腦進行天文計算的先驅，自1970年代後期最早個人電腦問世以來，他就擁有先進的電腦技術。
他兼任東亞天文學會（OAA）主席、速報部長、計算課長、小行星課長。

## 成就
1994年，中野主一與村松修因預言苏梅克－列维9号彗星將撞擊木星而收到日本文部科學大臣的感謝信。
同年，中野主一獲得日本天文學會特別設立的天文特別成就獎，主因是世界首次預測舒梅克-列維9號彗星撞擊木星和計算小行星與彗星軌道。
2001年，他獲得美國太平洋天文學會（ASP）頒發的業餘成就獎。
2009年，中野主一獲得吉川英治文化獎，根據天文觀測者發現天體報告來計算軌道，為日本人發現新天體做出了巨大貢獻。
小行星3431也以中野主一之名被日本業餘天文學家關勉命名為「中野」。